# Synchronic
Synchronic è un film horror sci-fi diretto e prodotto da Justin Benson e Aaron Moorhead. Scritto da Benson, il film procede lungo la linea tracciata da altri film del duo, in coda a Resolution e The Endless. Il film è interpretato da Anthony Mackie e Jamie Dornan, nei panni di paramedici che indagano su una serie di decessi inspiegabili apparentemente collegati a una nuova Designer drug.
L'anteprima mondiale si è tenuta al Toronto International Film Festival del 2019. È stato distribuito il 23 Ottobre 2020 da Well Go USA Entertainment.

## Trama
Steve, paramedico donnaiolo del New Orleans, e il devoto partner Dennis, investigano su una serie di morti riconducibili a una Designer drug di nuova produzione. Durante un'indagine, Steve viene accidentalmente punto da un ago contaminato. I test clinici rivelano non solo una possibile infezione, ma anche un cancro nei pressi della sua ghiandola pineale, che presenta l'ulteriore anomalia di essere sottosviluppata, al pari di quella di un bambino.
Determinato a scoprire la verità riguardo a Synchronic, Steve riesce a risalire al designer della sostanza, il quale spiega che Synchronic agisce sulla ghiandola pineale alterando la cronocezione del soggetto, per così trasportarlo in un tempo passato. Gli individui di giovane età fanno propriamente esperienza di un viaggio temporale, gli adulti sono invece solo come fantasmi che visitano il passato.
Alimentato dalla recente diagnosi e dal desiderio di ritrovare Brianna, la figlia di Dennis che si è smarrita nel passato, Steve avvia e documenta una serie di esperimenti facendo uso di Synchronic. Visita la Louisiana del passato, sfuggendo a un conquistador e a membri del Ku Klux Klan. Con l'aiuto di Hawking, il suo cane, scopre che il punto geografico in cui viene assunta la sostanza determina il punto sulla linea temporale in cui si verrà collocati. Hawking rimane bloccato nel 1920, impossibilitato a fare ritorno nel presente.
Steve giunge alla conclusione che il contatto fisico con un oggetto può fungere da àncora in una specifica istanza temporale. Si reca nel luogo in cui Brianna è presumibilmente scomparsa, sperando di trovarla, imbattendosi in una tribù di uomini della Preistoria. Viene a sapere che Brianna potrebbe essersi spostata altrove prima di assumere Synchronic.
Steve rivela a Dennis la propria diagnosi. Insieme al collega Tom, esaminano i filmati dei viaggi temporali di Steve e si precipitano al cimitero dove sono sepolti i suoi famigliari, per poi tornare da dove erano partiti.
Nel trambusto della Guerra del 1812, Steve trova Brianna terrorizzata. Quando un razziatore li minaccia, avendo scambiato Steve per uno schiavo fuggitivo, Steve si sacrifica per tenerlo distratto affinché Brianna possa usare l'ultima pillola per tornare al presente. Una mina uccide il razziatore  e Steve, ferito, incide la parola "ALLWAYS" su un masso, rivelandosi lui l'origine di quel segno.
Dennis abbraccia Brianna mentre viene emanata una forma spettrale di Steve, prima che i due si scambino l'addio.

## Produzione
A Settembre nel 2018 fu annunciato che Jamie Dornan e Anthony Mackie erano entrati nel cast del film, sotto la direzione di Justin Benson e Aaron Moorhead.
Synchronic è posto in continuità con i film precedenti di Benson e Moorhead. Viene spiegato che la sostanza è stata sintetizzata a partire da un fiore rosso che cresce nel deserto della California, citando la pianta che viene consumata in The Endless.